# Ziziphus endlichii
Ziziphus endlichii är en brakvedsväxtart som beskrevs av Ludwig Eduard Loesener. Ziziphus endlichii ingår i släktet Ziziphus och familjen brakvedsväxter. Inga underarter finns listade i Catalogue of Life.